# Erskine
Erskine – miasto w środkowo-zachodniej Szkocji, w jednostce administracyjnej (council area) Renfrewshire, położone na południowym brzegu rzeki Clyde. Leży 6,5 km na zachód od miasta Renfrew i 15 km na zachód od Glasgow. W 2011 roku liczyło 15 537 mieszkańców.